# Härligö
Härligö är en ö i Finland. Den ligger i Finska viken och i kommunen Ingå i den ekonomiska regionen  Raseborg i landskapet Nyland, i den södra delen av landet. Ön ligger omkring 53 kilometer väster om Helsingfors.
Öns area är 4,4 hektar och dess största längd är 240 meter i nord-sydlig riktning.

## Historia
Holmen hette ursprungligen Masholmen och hörde till Hovgård på fastlandet, men köptes 1887 av en bryggare Bäck som döpte om den till ”Herrliö”. Bäck blev vintern 1893 ihjälslagen med yxa av en kringströvande skogshuggare som var ute efter pengar.
Professor Waldemar Ruin (1857─1938) med familj slog sig ned på Härligö 1894 och köpte den följande år. Efter Waldemar Ruins död delades holmen mellan sonen, författaren Hans Ruin (1891─1980), och dottern, målaren Ingrid Ruin (1881─1956), som från 1931 var bosatt i Sverige men i regel tillbringade somrarna på Härligö, där hon hade en ateljé. Fiendskap uppstod mellan Hans Ruin och halvsystern Ingrid, vilket ledde till att hennes del av holmen efter hennes död övergick till en främmande ägare.
Hans Ruin mest betydande litterära verk, Hem till sommaren (1960), ger med utgångspunkt från sommarvistet på Härligö i Ingå skärgård en belysning åt en borgerlig finlandssvensk släktsaga med mörka undertoner.
Svenska författaren Olof Lagercrantz (1911–2002) bodde sommartid på ön Härligö i flera decennier. Genom sitt giftermål med Martina Ruin, dotter till författaren och filosofen Hans Ruin, kom Lagercrantz att hysa ett livslångt intresse för Finland. Han var frivillig i vinterkriget då han myntade parollen "Finlands sak är vår".
Tredje generationen författare på Härligö är David Lagercrantz (f. 1962), son till Olof Lagercrantz och Martina Ruin, som skrivit bland annat en succébiografi över Zlatan Ibrahimoviḉ och kriminalromaner.